# Franca (San Paolo)
Franca è un comune del Brasile situato nel nord-est dello stato di San Paolo, parte della mesoregione di Ribeirão Preto e della microregione di Franca, essendo a 401 km dalla capitale São Paulo e 676 km dalla capitale federale, Brasilia.
È conosciuta come la capitale brasiliana delle calzature, e offre una delle migliori strutture igienico-sanitarie urbane del Brasile.
Secondo il censimento brasiliano del 2021 aveva una popolazione di 358.539 abitanti.
Franca si trova alle coordinate 20º32'19" latitudine sud, 47º24'03" ovest.

## Storia
Il passato di Franca iniziò all'incirca nel 18º secolo, durante le esplorazioni di Anhanguera nel Brasile coloniale.
Franca è stata fondata come parrocchia il 03 dicembre 1805, ea quel tempo il suo territorio faceva ancora parte di Vila de Mogi Mirim, rimanendo tale fino al 1824, quando ricevette l'emancipazione da Giovanni VI del Portogallo. Ricevette il nome di ''Franca do Imperador'' in onore di Pietro I del Brasile e il 24 aprile 1856 fu elevata a categoria di città.
Franca ha partecipato alla Rivoluzione costituzionalista del 1932, avendo la vittima di 6 connazionali, che sono morti difendendo lo stato di San Paolo.

## Economia

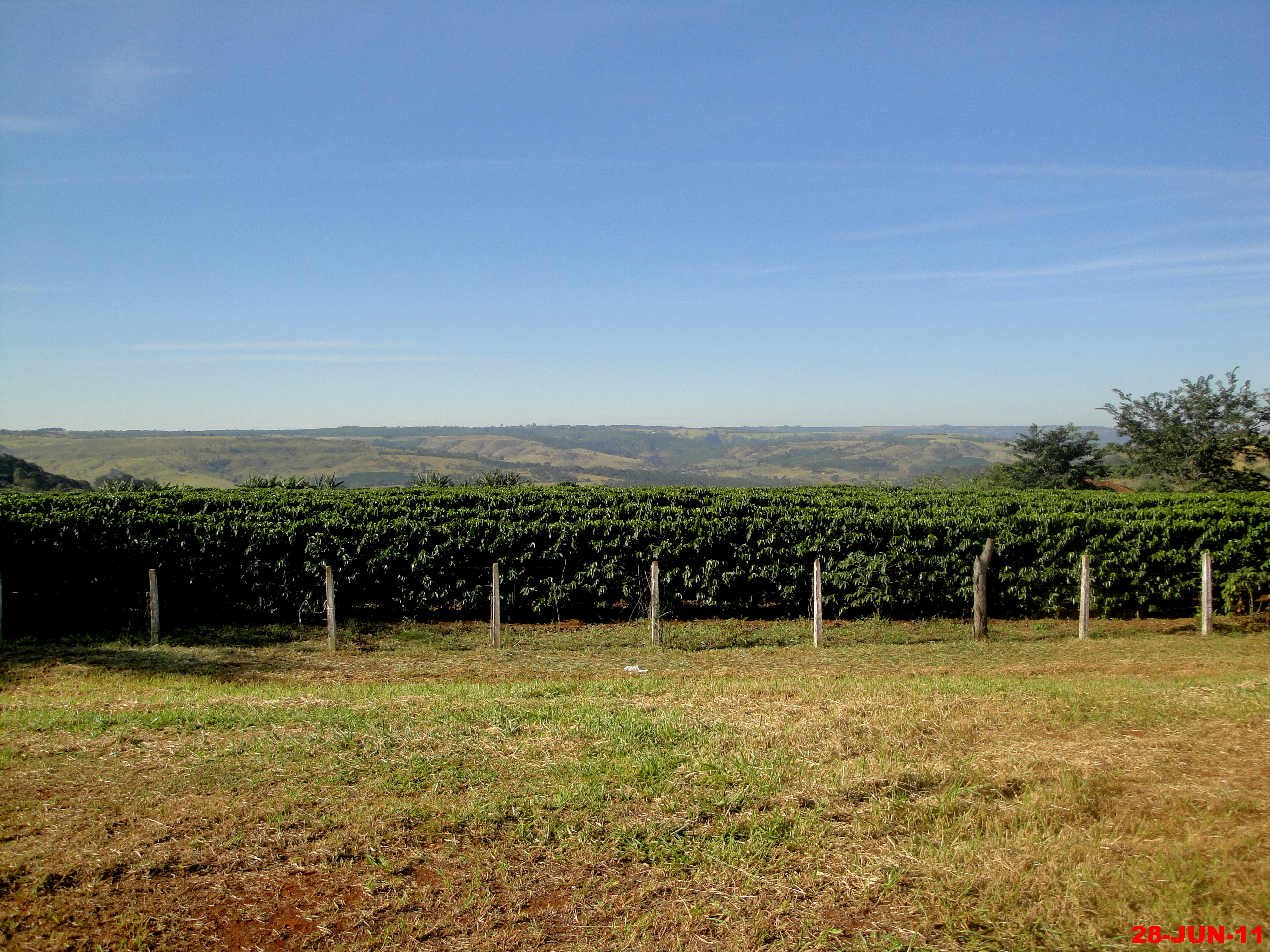
Piantagione di caffè nella regione di Franca.

La città ha accolto molti immigrati italiani che hanno fondato diverse attività in città, in particolare l'industria calzaturiera, diventata popolare nella regione negli anni '30.
Franca è attualmente il più grande produttore di calzature dell'America Latina, con uno stabilimento industriale installato in città, che comprende produttori di materie prime per il settore calzaturiero.
La regione di Franca è anche molto tradizionale nella coltivazione del caffè, e si trova nella regione sudamericana conosciuta come ''Alta Mogiana'', una zona di abbondante terra viola, che fornisce un caffè dall'aroma speciale.
Anche l'industria della gioielleria e dei diamanti è molto presente nella storia della città.

## Caratteristiche geografiche
La regione è caratterizzata da un clima sinico (Cwa), con inverni secchi, estati piovose e temperature moderate durante tutto l'anno.
Franca registra un'elevata piovosità, la città è considerata una delle città più umide del suo stato. 
Si trova ad un'altitudine di 1.040 metri sul livello del mare.
La superficie totale del comune comprende 605,6 km², di cui 86,92 km² costituiscono l'area urbana.
La regione di Franca è ricoperta da suoli sabbiosi, dove predominano le arenarie: Bauru e Botucatu.